# Désenchantée
Désenchantée è un singolo della cantante francese Mylène Farmer, pubblicato il 18 marzo 1991 come primo estratto dall'album L'Autre....

## Descrizione
È stato il singolo di maggior successo della cantante (in prima posizione nelle classifiche francesi per 9 settimane di seguito e venduto anche in Germania, Canada, Regno Unito e Belgio) Una copia promozionale venne inviata anche alle radio italiane.
Il singolo ha venduto 1.300.000+ copie, di cui 800.000 in Francia. La cover di Kate Ryan ebbe anch'essa un notevole successo e fu il singolo maggiormente esportato dello stesso anno.
Nel video della canzone, girato in Ungheria, la cantante rappresenta un ragazzo entrato in un lager, che conduce gli altri prigionieri alla libertà attraverso la rivolta.

## Classifiche

### Classifiche settimanali
| Classifiche (1991) | Posizione massima |
| ------------------ | ----------------- |
| Austria            | 16                |
| Belgio             | 18                |
| Canada             | 9                 |
| Francia            | 1                 |
| Germania           | 46                |
| Paesi Bassi        | 18                |
| Svizzera           | 23                |

### Classifiche annuali
| Classifica (1991) | Posizione |
| ----------------- | --------- |
| Francia           | 2         |

## Cover
- Lio (1996)
- Alliage (1998)
- Allan Théo (1999)
- Liloo(2002)
- Kate Ryan (2002)
- Christer Bjorkman (2003)
- Les Enfoirés (2005)
- Atom (2005)
- Katerine Jumpen (2008)
- Siria (2008)
- Lussi (2010)
- Shy'm (2012)
- Exit Eden (2024)